# Wolfgang Ketterle
Wolfgang Ketterle. Född i Heidelberg 21 oktober 1957. Tysk nobelpristagare i fysik år 2001. Han tilldelades priset för "uppnående av Bose-Einsteinkondensationen i förtunnade gaser av alkaliatomer samt för tidiga fundamentala studier av kondensatens egenskaper". Han delade priset med amerikanerna Eric A Cornell och  Carl E Wieman.
Ketterle fick doktorsgrad i fysik 1986 vid Ludwig-Maximilians-Universität i München och Max-Planck-Institut für Quantenoptik i Garching. Han är nu professor vid MIT (Massachusetts Institute of Technology).
År 1924 gjorde den indiske fysikern Bose viktiga teoretiska beräkningar på ljuspartiklar. Han skickade sina resultat till Einstein, som utvidgade teorin till en viss typ av atomer. Einstein förutspådde att om man kyler ner en gas av sådana atomer till mycket låg temperatur skulle alla atomer plötsligt samlas i det lägsta möjliga energitillståndet. Processen liknar den när vätskedroppar bildas ur en gas och kallas därför kondensation (Bose-Einsteinkondensat).
2001 års Nobelpristagare lyckades först 1995 åstadkomma detta extrema materietillstånd. Cornell och Wieman fick då fram ett renodlat kondensat av ca 2 000 rubidiumatomer vid 20 nK (nanokelvin), dvs. 0,000 000 02 grader högre än den absoluta nollpunkten.
Oberoende av Cornells och Wiemans arbeten, gjorde Ketterle motsvarande experiment på natriumatomer. De kondensat han lyckades framställa innehöll fler atomer och kunde därför användas för att undersöka fenomenet närmare. Med hjälp av två separata kondensat som fick expandera in i varandra kunde han få fram mycket tydliga interferensmönster. Detta experiment visade alltså att kondensaten innehöll helt koordinerade atomer.